# Tisza 1
Tisza 1 (ukránul Тиса 1) egy regionális ukrán nyelvű televíziós csatorna. Az ukrán nyelven kívül a csatorna a Kárpátalján élő nemzetiségek nyelvén (magyarul, oroszul, románul, szlovákul, németül és ruszinul) is közvetít műsorokat.
A Tisza 1 a Kárpátaljai Regionális Televízió és Rádió Társaság márkaneve. A Tisza 1 2005 novemberében indult.
Székhelye Ungvárban található. Eleinte csak az ungvári járásban és Ungvár területén sugárzott adást. 2006-ban a Tisza 1 volt az első ukrán regionális csatorna, amely megkezdte műsorszórását műholdon keresztül. Először a (Sirius 2) mai nevén Astra 4A műholdon volt fogható, azóta több műholdon keresztül is szabadon nézhető. A csatorna közvetítési ideje 18 óra.

## A Tisza 1 műsorai
| - Tisza 1 Híradó (többnyelvű) - Jó reggelt, Kárpátalja! (reggeli műsor) - Jó estét, Kárpátalja! (esti műsor) - Zenés műsorok | - Hazai filmek, mesefilmek - Kisebbségi és kulturális műsorok - Politikai műsorok - Aktuális műsorok |

## Fordítás
- Ez a szócikk részben vagy egészben a Suspilne Uzhhorod című angol Wikipédia-szócikk ezen változatának fordításán alapul.  Az eredeti cikk szerkesztőit annak laptörténete sorolja fel. Ez a jelzés csupán a megfogalmazás eredetét és a szerzői jogokat jelzi, nem szolgál a cikkben szereplő információk forrásmegjelöléseként.